# Coronel Murta
Coronel Murta – miasto i gmina w Brazylii, w stanie Minas Gerais. Znajduje się w mikroregionie Araçuaí.